# 萬葉線
萬葉線（日语：／ Manyō sen */?）是一條由萬葉線株式會社經營的電車路線總稱。由連接富山縣高岡市高岡站至同縣射水市六渡寺站之間的「高岡軌道線」（日语：／），及連接富山縣射水市越潟站至六渡寺站之間的「新湊港線」（日语：／）組成。兩線以一體化的方式行走。

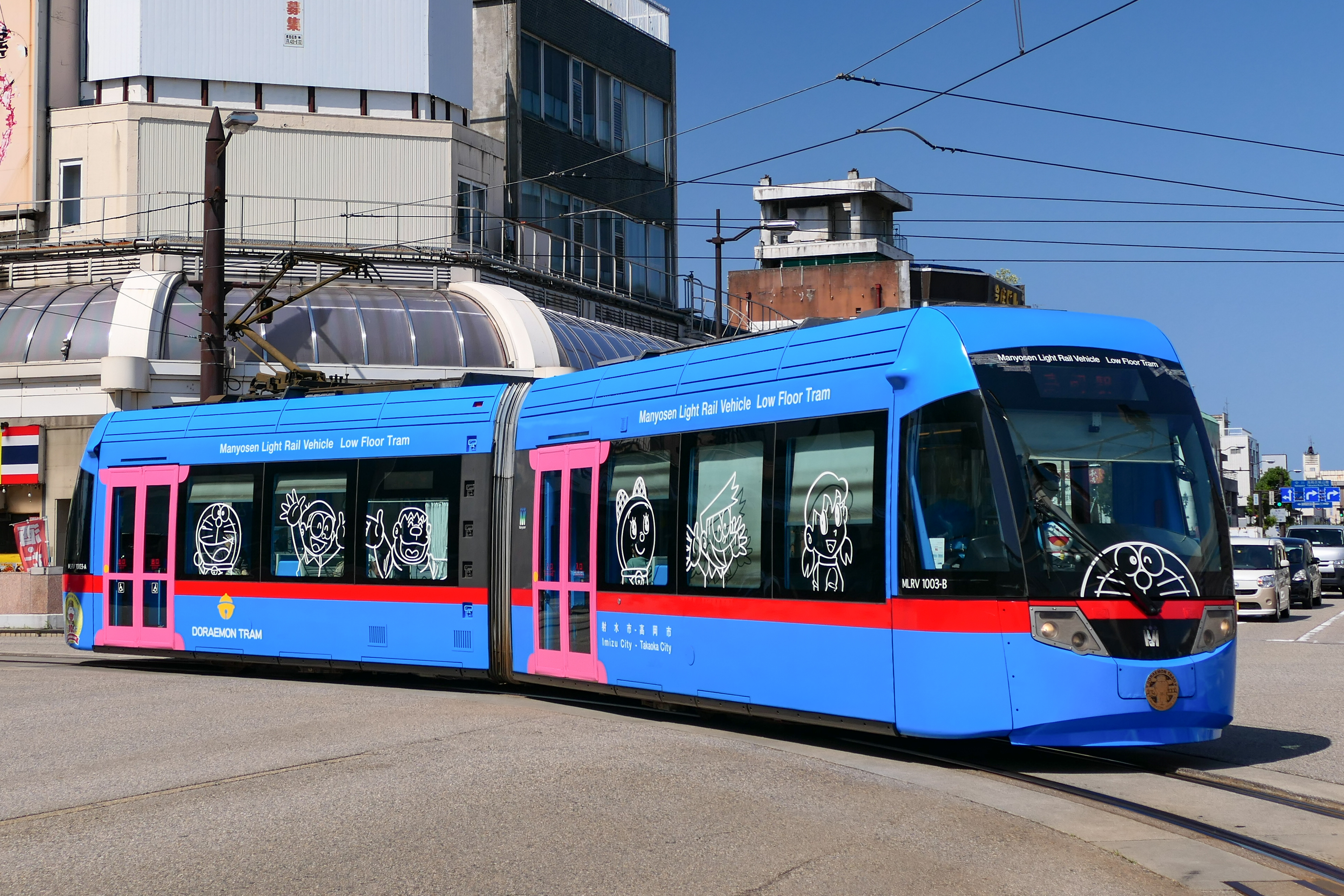
高岡站至末廣町停留場間的萬葉線MLRV1000型電車「哆啦A夢電車」（2023年6月）

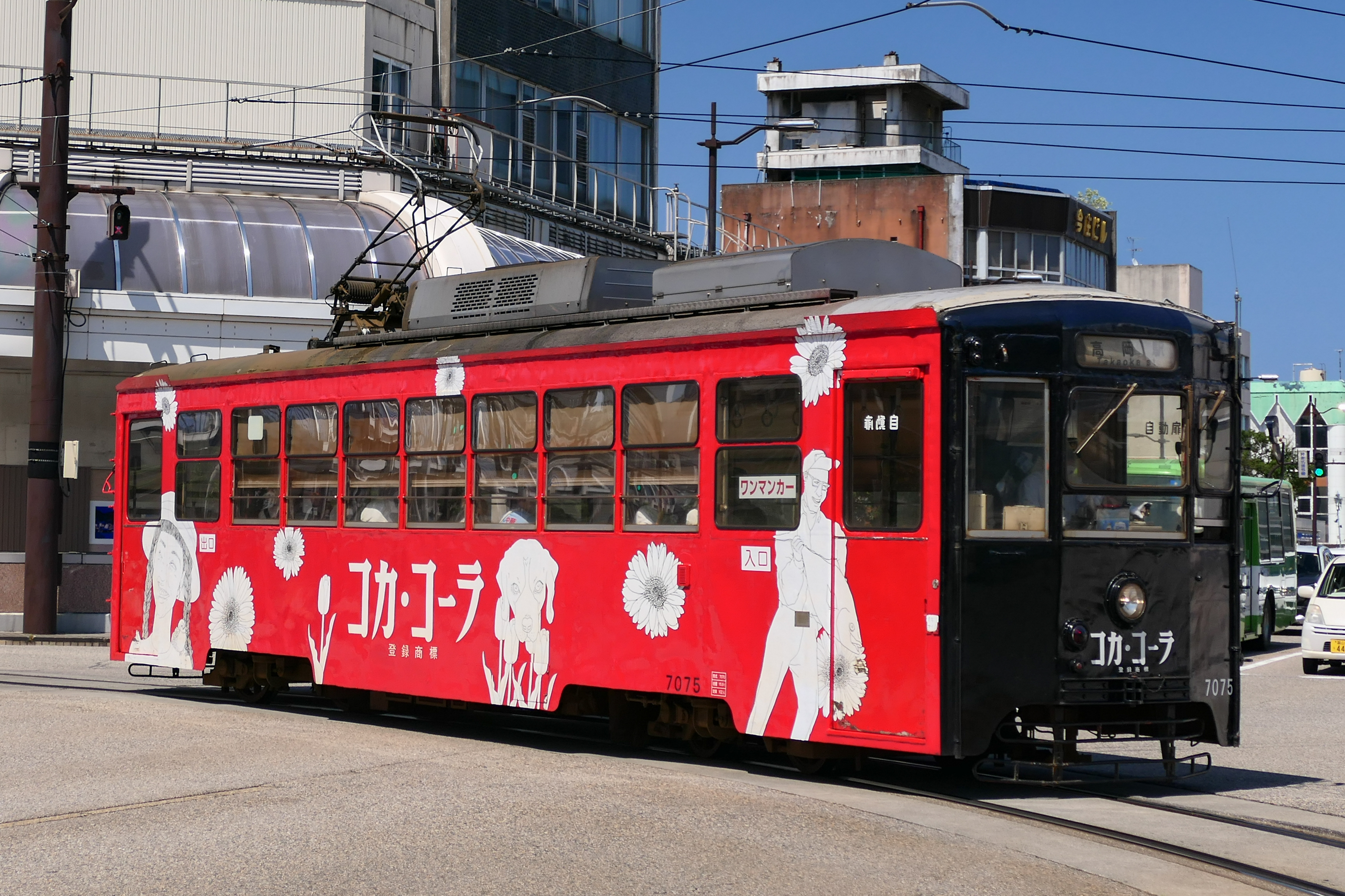
高岡站至末廣町停留場間的De 7070型電車（2023年6月）

## 概要
在整個「萬葉線」系統中，分為以軌道法管轄的電車路線「高岡軌道線」，以及以鐵道事業法管轄的鐵路線「新湊港線」共2條路線組成。兩線互相直通運輸，以一體化的方式行走。全線以小型電車行走。
在高岡軌道線區間中，幾乎全線在道路上行走（共用軌道），米島口至能町口之間使用專用軌道。路線中會跨越西日本旅客鐵道（JR西日本）冰見線和日本貨物鐵道（JR貨物）新湊線。另外，中伏木至六渡寺之間也是專用軌道區間。

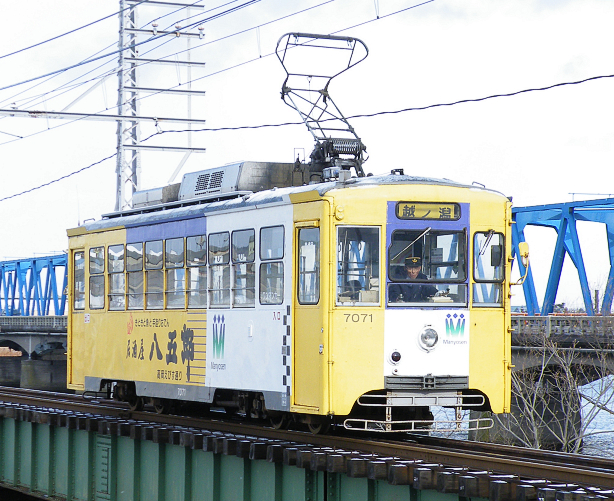
在庄川口站附近行走的De7070形（2008年12月26日）

在米島口站內設有萬葉線總部和車廠。
在越之潟站可前往富山新港轉乘富山縣營渡船。

## 路線資料
- 路線距離（營業距離）：全長12.9公里
  - 高岡軌道線：高岡站停留場 - 六渡寺站之間8.0公里
  - 新湊港線：越之潟站 - 六渡寺站之間4.9公里
- 軌距：1067毫米
- 站數：共有25個（包括起終點站，六渡寺站轉乘站作一個計算）
  - 高岡軌道線：18個（包括起終點站）
  - 新湊港線：8個（包括起終點站）
- 複線路段：廣小路停留場 - 米島口停留場之間
- 電氣化路段：全線（直流600V）
- 閉塞方式：特殊自動閉塞式（拖車接觸器式）
- 最高速度：40公里/小時[1]
- 車輛基地所在站：米島口站

## 歴史
現時高岡軌道線是由富山地方鐵道建造，新湊港線是由越中鐵道（在1943年被合併至富山地方鐵道）建造。
在1930年10月12日，現時新湊港線區間的西越之潟至新湊東口（現時：東新湊站）之間開通。12月23日，越之潟至西越之潟之間開通。當時為越中鐵道（後來為射水線）的一部分。後來在1932年11月9日，東新湊站至庄川口之間開通。在1933年12月25日，庄川口至新伏木口（現時：六渡寺站）之間開通。
在1948年，現時高岡軌道線區間的地鐵高岡（現時：高岡站停留場）至伏木港之間開通，當時路線名為伏木線（或者是高伏線）。
在1951年，隨著國鐵新湊線結束旅客業務，米島口至新湊（現時：六渡寺站）之間開通。同時開始直通運輸至射水線，設有行走於地鐵高岡至富山軌道線西町之間的直通班次。在1959年，為了統一高岡市內的交通，高岡軌道線（地鐵高岡至新湊之間）轉讓給加越能鐵道（1950年成立，現時為加越能巴士）。但是射水線和富山軌道線之間的直通運輸仍然繼續，在1961年不再駛入富山軌道線。
在1966年，由於需要建設富山新港，因此需要把射水線斷開兩節。高岡一方的路線轉讓給加越能鐵道，成為新湊港線。後來由於路線不能直通至富山市，加上機動化的影響，使客量減少。於1971年在高岡市的要求下把伏木線（米島口 - 伏木港之間）廢止。
在2001年，加越能鐵道表示計劃把高岡軌道線和新湊港線廢止，但是高岡市和舊新湊市希望能夠保留，因此成立了第三部門公司「萬葉線株式會社」。在2002年4月起接管路線。

### 年表
- 1930年：

- 10月12日：西越之潟至新湊東口之間1.2公里開通。
- 12月23日：越之潟至西越之潟之間0.2公里開通。

- 1932年：

- 11月9日：新湊東口至庄川口之間2.7公里開通。東新湊至中新湊之間為一般運輸營業，中新湊至庄川口之間為旅客運輸營業。
- 11月19日：新湊東口站向越之潟一方遷移，改名為東新湊站（第一代）。

- 1933年12月25日：庄川口至新伏木口（現時：六渡寺）之間0.6公里開通。庄川口站許廢止（重開日不詳）。中學校前站啟用。中新湊至庄川口之間開設貨物運輸業務[6]。
- 1942年：東新湊站（第一代）改名為高周波前站[9]。
- 1943年1月1日：越中鐵道合併至富山地方鐵道，成為富山地方鐵道射水線[10]。
- 1945年8月15日：高周波前站改名為東新湊站（第二代）[9]。
- 1948年4月10日：富山地方鐵道地鐵高岡至伏木港之間7.3公里開通。
- 1949年6月20日：中學校前站改名為西新湊站（第一代）。
- 1951年4月1日：米島口至新湊（現時：六渡寺）之間3.6公里開通。在當日前把新伏木口站改名為新湊站。湶町（現時：廣小路）至米島口之間雙線化。開設途經射水線，行走於地鐵高岡至富山軌道線西町之間的直通班次。
- 1955年10月14日：新町口站啟用。
- 1958年5月7日：湶町停留場改名為廣小路停留場。
- 1959年4月1日：地鐵高岡至伏木港之間，米島口至新湊之間由富山地方鐵道轉讓給加越能鐵道。地鐵高岡站改名為新高岡站[11]。
- 1961年7月18日：新高岡至富山軌道線西町之間的直通班次取消。
- 1962年3月：車庫區由湶町遷移至米島口。同時該處增設了鐵軌道部事務所[12]。
- 1963年9月15日：新高岡站遷移至國鐵高岡站前廣場，路線縮短0.1公里[13]。
- 1966年4月5日：隨著建設富山新港，射水線的新湊至越之潟區間由富山地方鐵道轉讓至加越能鐵道，並名為新湊港線。
- 1971年：

- 9月1日：米島口至伏木港之間2.9公里廢止，剩下區間變成至現在的路線。
- 11月15日：一人控制化。同時新湊港線各站變為無人車站。

- 1976年9月11日：颱風吹襲，使庄川橋樑嚴重損毀，新湊至越之潟之間暂时不能通行（該區間更是準備計劃廢止，在當地居民發起保留運動后得以保留）[14]。
- 1977年10月1日：高岡市廳前停留場改名為本丸會館前停留場。
- 1979年：新湊至越之潟之間重開。新高岡站改名為高岡站前停留場。
- 1980年12月6日：高岡軌道線和新湊港線加設愛稱「萬葉線」。
- 1985年3月：新湊站改名為六渡寺站。西新湊站（第一代）改名為新湊市役所前站。
- 1990年4月1日：越之潟口站遷移，改名為海王丸站。
- 2002年：

- 2月14日：加能越鐵道獲得許可轉讓萬葉線株式會社。
- 4月1日：萬葉線株式會社接管萬葉線。

- 2004年12月27日：本丸會館前停留場向廣小路停留場一方遷移約100米，設置上蓋與安全島（月台）。但是，原來的交會設備沒有遷移[16]。
- 2005年11月1日：隨著新湊市被合併，新湊市役所前站改名為射水市新湊廳舍前站。另外為了方便乘客，片原町停留場、坂下町停留場、志貴野中學前停留場加設副站名。
- 2007年6月1日：米島口停留場加設副站名。
- 2008年3月15日：末廣町停留場啟用。
- 2014年3月29日：高岡站前停留場改名為高岡站停留場，本丸會館前停留場改名為急患醫療中心前停留場。高岡站停留場遷移車站，路線延長0.1公里。
- 2016年10月11日：隨射水市政廳的新廳舍落成，原新湊廳舍廢止，射水市新湊廳舍前站改名為西新湊站（第二代）[17]。
- 2020年5月1日：推展停留場命名權事業，首輪為期三年[18][19]。
- 2022年4月1日：為迎接萬葉線開業20周年，其中一列AI-Tram（日语：万葉線MLRV1000形電車）掛上了紀念掛牌，並持續至10月31日止[20][21][22]。
- 2023年9月1日：西新湊站改名為第一旅館新湊 十字灣前站[23]。
- 2024年9月28日：全線可以使用ICOCA及交通系IC卡，並預計2025年3月亦可以連絡至JR西日本指定區間及愛之風富山鐵道全線[24][25][26]。

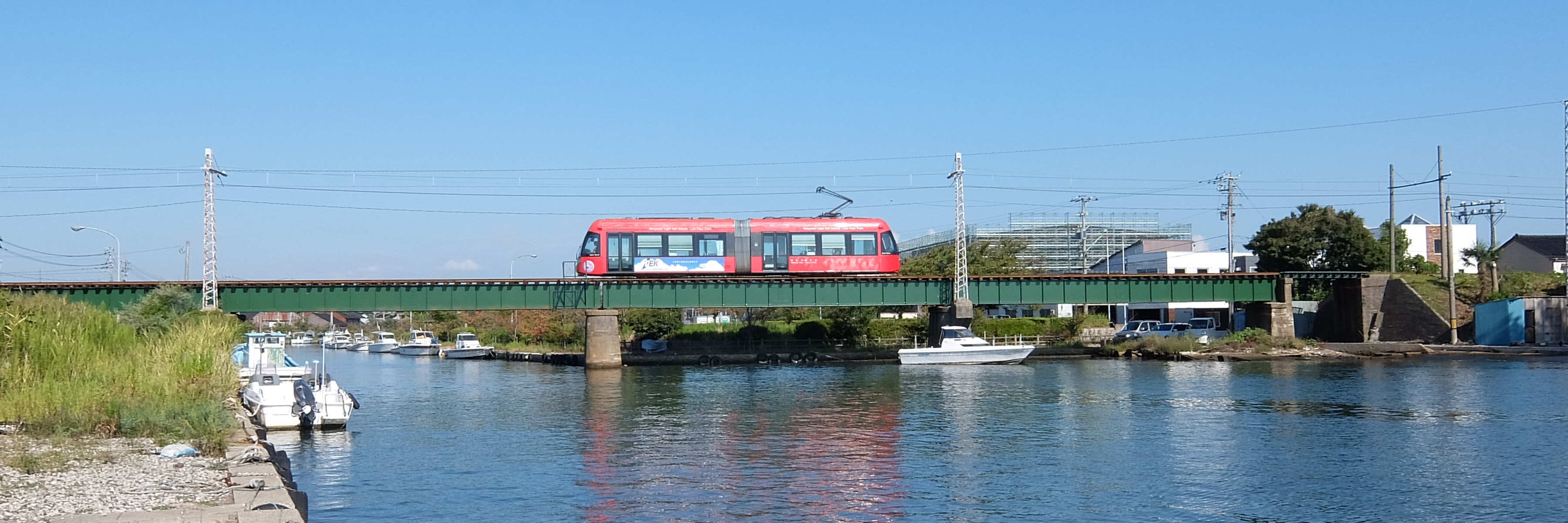
越過運河的萬葉線電車（2014年9月21日）
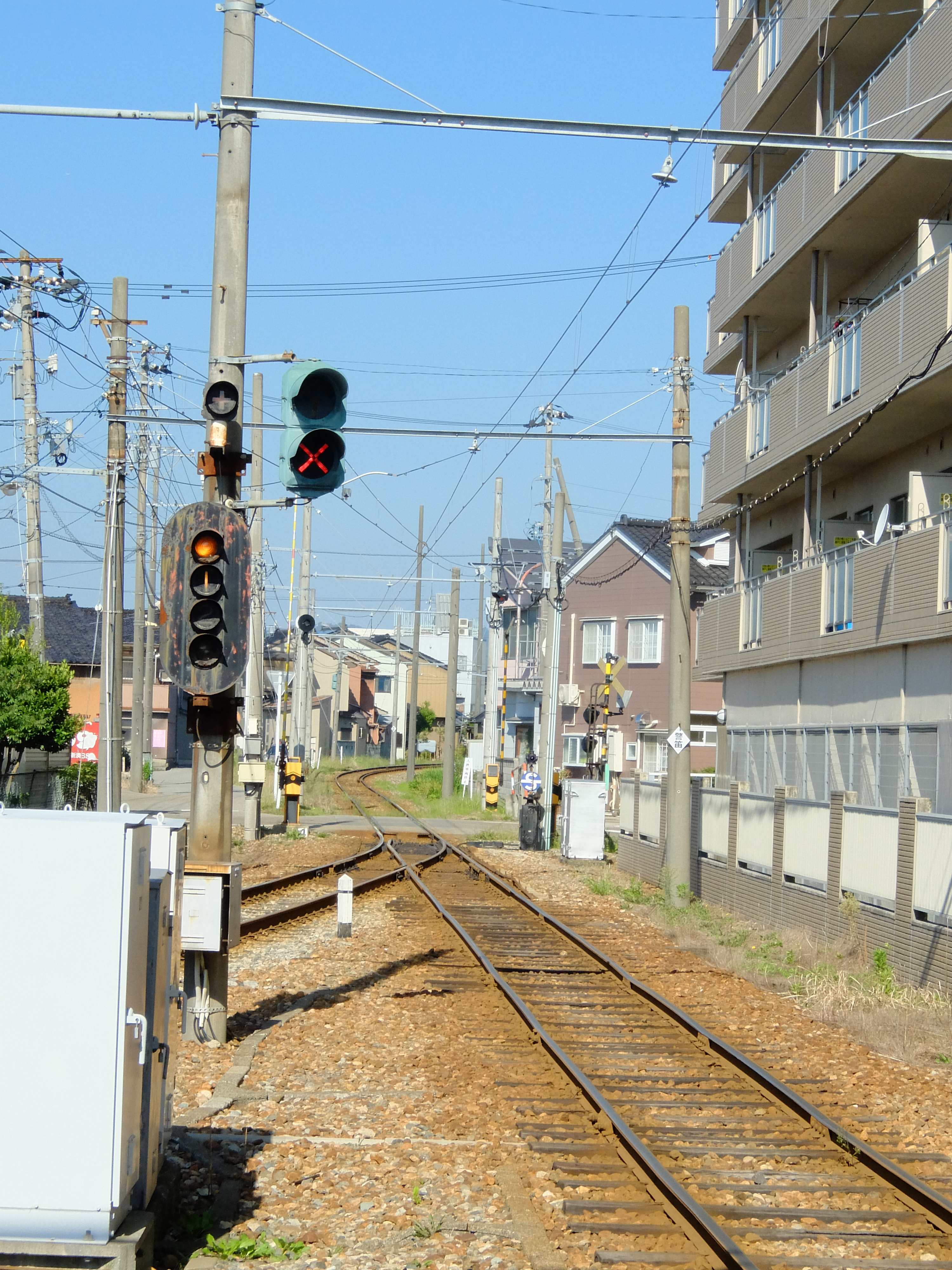
中新湊站的下行信號機（2014年9月21日）

## 車站列表
- 所有車站均位於富山縣。中新湊站位於高岡市和射水市邊界附近，但是實際上是射水市的代表車站。

| 正式路線名                | 中文站名 （副站名、愛稱）             | 日文站名 （副站名、愛稱）           | 英文站名                | 站間距離 | 累計距離      | 累計距離      | 接續路線                                                                            | 所在地 |
| 正式路線名                | 中文站名 （副站名、愛稱）             | 日文站名 （副站名、愛稱）           | 英文站名                | 站間距離 | 由高岡站 計算 | 由越之潟 計算 | 接續路線                                                                            | 所在地 |
| ------------------------- | ------------------------------------- | ----------------------------------- | ----------------------- | -------- | ------------- | ------------- | ----------------------------------------------------------------------------------- | ------ |
| 高岡軌道線                | 高岡站                                |                                     | Takaoka Station         | -        | 0.0           | 12.9          | 愛之風富山鐵道：愛之風富山鐵道線（高岡站） 西日本旅客鐵道：城端線、冰見線（高岡站） | 高岡市 |
| 高岡軌道線                | 末廣町                                |                                     | Suehirocho              | 0.5      | 0.5           | 12.4          |                                                                                     | 高岡市 |
| 高岡軌道線                | 片原町（山町筋入口）                  |                                     | Kataharamachi           | 0.2      | 0.7           | 12.2          |                                                                                     | 高岡市 |
| 高岡軌道線                | 坂下町（高岡大佛口）                  |                                     | Sakashitamachi          | 0.2      | 0.9           | 12.0          |                                                                                     | 高岡市 |
| 高岡軌道線                | 急診醫療中心前（古城公園西口）        |                                     | Kyukan-iryou center-mae | 0.4      | 1.3           | 11.6          |                                                                                     | 高岡市 |
| 高岡軌道線                | 廣小路                                |                                     | Hirokouji               | 0.4      | 1.7           | 11.2          |                                                                                     | 高岡市 |
| 高岡軌道線                | 志貴野中學校前（高岡市役所前）        |                                     | Shikinochugakkoumae     | 0.4      | 2.1           | 10.8          |                                                                                     | 高岡市 |
| 高岡軌道線                | 市民醫院前                            |                                     | Shiminbyouinmae         | 0.3      | 2.4           | 10.5          |                                                                                     | 高岡市 |
| 高岡軌道線                | 江尻                                  |                                     | Ejiri                   | 0.6      | 3.0           | 9.9           |                                                                                     | 高岡市 |
| 高岡軌道線                | 旭丘（飛馬之湯 旭丘）                 |                                     | Asahigaoka              | 0.3      | 3.3           | 9.6           |                                                                                     | 高岡市 |
| 高岡軌道線                | 荻布（Zeon 荻布）                     |                                     | Ogino                   | 0.5      | 3.8           | 9.1           | 西日本旅客鐵道：冰見線（能町站）                                                    | 高岡市 |
| 高岡軌道線                | 新能町（サニーライブグループ 能町口） |                                     | Shinnoumachi            | 0.3      | 4.1           | 8.8           | 西日本旅客鐵道：冰見線（能町站）                                                    | 高岡市 |
| 高岡軌道線                | 米島口（Albis米島店前）               |                                     | Yonejimaguchi           | 0.3      | 4.4           | 8.5           |                                                                                     | 高岡市 |
| 高岡軌道線                | 能町口                                |                                     | Noumachiguchi           | 1.1      | 5.5           | 7.4           |                                                                                     | 高岡市 |
| 高岡軌道線                | 新吉久（TEK回收中心 新吉久）          |                                     | Shinyoshihisa           | 0.5      | 6.0           | 6.9           | 日本貨物鐵道：高岡貨物站（貨運車站）                                                | 高岡市 |
| 高岡軌道線                | 吉久                                  |                                     | Yoshihisa               | 0.7      | 6.7           | 6.2           | 日本貨物鐵道：高岡貨物站（貨運車站）                                                | 高岡市 |
| 高岡軌道線                | 中伏木                                |                                     | Nakafushiki             | 0.8      | 7.5           | 5.4           |                                                                                     | 射水市 |
| 高岡軌道線                | 六渡寺（牧田組本社 六渡寺）           |                                     | Rokudouji               | 0.5      | 8.0           | 4.9           |                                                                                     | 射水市 |
| 新湊港線                  | 六渡寺（牧田組本社 六渡寺）           |                                     | Rokudouji               | 0.5      | 8.0           | 4.9           |                                                                                     | 射水市 |
| 庄川口                    |                                       | Syougawaguchi                       | 0.6                     | 8.6      | 4.3           |               |                                                                                     | 射水市 |
| 第一商務旅館新湊 十字灣前 |                                       | Daiichi-Inn-Shinminato Crossbay-mae | 0.8                     | 9.4      | 3.5           |               |                                                                                     | 射水市 |
| 新町口                    |                                       | Shinmachiguchi                      | 0.6                     | 10.0     | 2.9           |               |                                                                                     | 射水市 |
| 中新湊                    |                                       | Shinmachiguchi                      | 0.6                     | 10.6     | 2.3           |               | 高岡市                                                                              |        |
| 東新湊                    |                                       | Higashishinminato                   | 1.0                     | 11.6     | 1.3           |               | 射水市                                                                              |        |
| 海王丸                    |                                       | Kaioumaru                           | 0.6                     | 12.2     | 0.7           |               | 射水市                                                                              |        |
| 越潟                      |                                       | Koshinokata                         | 0.7                     | 12.9     | 0.0           | 富山縣營渡船  | 射水市                                                                              |        |

## 延伸構想
高岡西高校、高岡第一高校、高岡商業高校3間學校於2013年（平成25年）1月16日聯名向高岡市提出延伸請求書，在高岡市片原町路口向西北方向延伸約2.1公里至富山縣道64號高岡冰見線高岡商業高校前。
在3間學校沿線的巴士路線班次較少，因此巴士上經常客滿，學生回家時許多時需要步行前往高岡站。在沿線3校連同幼稚園等其他設施共有約2000名師生，當電車線建成了會方便鄰近工場的工人乘坐電車。
另外在距離高岡站約650米的山町筋和約1250米的金屋町2處為國家重要傳統的建造物群保存地區，建設電車線後方便觀光客前往該處及振興市中心的經濟。在收到請求後，高岡市長表示「有許多問題需要研究，想看看實現的可能性」。
在同年1月30日，高岡市議會新幹線、公共交通對策特別委員會表示，若從片原町路口沿富山縣道64号高岡冰見線延伸1.5公里至國道8號，除了車輛費用後的工程費為約38億日圓。

## 其他
- 在毎年5月1日於高岡市中心會舉行御車山祭（日语：高岡御車山祭），在進行御車山巡遊時，會萬葉線部分架空電纜暫時撤走，以全日本來說是比較少見（其他日本地方也有相同情況，例如秩父鐵道中，當舉行秩父夜祭時，會把御花畑站附近平交道的架空電纜撒走，以便山車通過。在過去的京都市電中，舉行祇園祭的山鉾巡遊時也有類似措置（參見京都市電條目）。）。在祭禮當日，由通御車山會越過路軌，因此巡遊路線中的坂下町路口至片原町路口之間約330米的架空電纜暫時遷移，在巡遊後移回原位。在遷移架空電纜之際，看到到電車上會通行檢查工作。而當日急患醫療中心前停留場至高岡站停留場之間會暫停服務一段時間。
- 在毎年舊暦8月舉行高岡七夕節當天，片原町至高岡站之間會暫停服務。

## 注腳
1. 1 2  寺田裕一《データブック日本の私鉄》 - Neko出版
2. ↑  按日本鐵路的慣性，新湊港線內的8個車站稱為，位於高岡軌道線內的17個電車站（不包括六渡寺站）為，不過在萬葉線官方網頁內，則一律稱為「駅」。
3. 1 2  「地方鉄道運輸開始」《官報》1930年10月22日（國立國會圖書館數碼化收藏）
4. 1 2  《鉄道統計資料. 昭和5年度》（國立國會圖書館數碼化收藏）
5. 1 2  「地方鉄道運輸開始」《官報》1932年11月22日（國立國會圖書館數碼化收藏）
6. 1 2  「地方鉄道運輸開始」『官報』1934年1月9日（國立國會圖書館數碼化收藏）
7. ↑  《目で見る 高岡・氷見・新湊の100年》（1993年11月27日，鄉土出版社發行）125頁「新庄川鉄橋を走る地鉄電車」。
8. ↑  《日本鉄道旅行地図帳》6號 北信越，新潮社，2008年，p.34提出是把新湊東口站廢止，新設東新湊站。另外，在「地方鉄道運輸開始」《官報》』1932年11月22日（國立國會圖書館數碼化收藏）中有一個名為「高周波前」的車站。
9. 1 2  今尾惠介監修《日本鉄道旅行地図帳》6號 北信越，新潮社，2008年，p.34
10. ↑  寺田祐一，《私鉄の廃線跡を歩くIII　北陸・上越・近畿編　この50年間に廃止された全私鉄の現役時代と廃線跡を訪ねて》，2008年（平成20年）4月，JTB出版
11. ↑  服部重敬《富山地鉄笹津・射水線》（RMLIBRARY 107，2008年Neko出版）p.8，書中收錄了一張車站大樓照片，照片中看可見「新高岡站」的招牌（1962年5月28日拍攝）。
12. ↑  飯島巖、西脇惠、諸河久 《私鉄の車両10 富山地方鉄道 加越能鉄道》 保育社，1985年，ISBN 4-586-53210-6，p.150
13. ↑  《富山地鉄笹津・射水線》p.35。
14. ↑  《各駅停車 全国歴史散歩17 富山県》（北日本新聞社編，1979年7月30日第一版發行）154頁
15. ↑  編集部. . 鐵道畫刊 (電氣車研究會). 2002-05-01, 52 (第5号（通巻第717号）): 110. ISSN 0040-4047 （日语）.
16. ↑  《日本の路面電車ハンドブック 2011年版》（日本路面電車同好会）p.77中，指出本丸會館前停留場和交會設備屬於同一個停留場區域內。
17. ↑  駅名変更のご案内PDF（日語）
18. ↑  . 万葉線. 2020-04-24  [2021-12-02]. （原始内容存档于2023-12-11）.
19. ↑  . 北陸中日新聞Web. 2020-04-29  [2021-12-09]. （原始内容存档于2024-02-21）.
20. ↑  「万葉線開業20年を記念 ヘッドマーク車両運行」『北日本新聞』 2022年4月1日21面
21. ↑  「守れ!未来行き市民の足 利用増へ工夫凝らす 万葉線開業20年 記念号 出発進行」『北日本新聞』 2022年4月2日28面
22. ↑  . 中日新聞社. 2022-04-02  [2025-05-05]. （原始内容存档于2022-04-02） （日语）.
23. ↑  駅名改称のお知らせ （页面存档备份，存于） - 万葉線、2023年8月18日、同年8月21日閲覧。
24. ↑  万葉線、2024年9月に「ICOCA」サービスの提供を開始[]，Yahoo! News Japan（轉載載自　鐵道頻道新聞），2024年6月25日。
25. ↑  ２０２４年秋 万葉線株式会社でＩＣＯＣＡが利用可能になります，JR西日本及萬葉線聯合新聞稿，2024年6月25日。
26. ↑   (PDF) (新闻稿). 万葉線. 2024-08-28  [2024-08-30]. （原始内容存档 (PDF)于2024-08-29） （日语）.
27. ↑  「高岡西・高岡一・高岡商の3高校 万葉線延伸 市に要望」北日本新聞 2013年1月19日25面
28. ↑  . 47NEWS (全国新聞ネット). 北日本新聞. 2013-01-31. （原始内容存档于2013-07-04） （日语）.

## 外部連結
- 萬葉線公式網頁 （页面存档备份，存于）（日語）